# HD249478
HD249478 — хімічно пекулярна зоря спектрального класу
A1 й має видиму зоряну величину в смузі V приблизно 10,3.

## Пекулярний хімічний вміст
Зоряна атмосфера HD249478 має підвищений вміст 
Si
.